# Ignacy (Samaan)
Ignacy, imię świeckie Chadi Salim Samaan (ur. 1975 w Damaszku) – syryjski duchowny prawosławnego Patriarchatu Antiocheńskiego, od 2017 metropolita Meksyku, Wenezueli i Wysp Morza Karaibskiego.

## Życiorys
20 grudnia 1999 został wyświęcony na diakona. Święcenia kapłańskie przyjął 12 września 2001. Chirotonię biskupią otrzymał 10 lipca 2011 jako biskup pomocniczy archidiecezji meksykańskiej. 4 października 2017 został mianowany metropolitą Meksyku, Wenezueli i Wysp Morza Karaibskiego.